# 尼爾·霍蘭
尼爾·霍蘭（英語：Neil Horan，1947年4月22日—）曾是一名愛爾蘭羅馬天主教牧師，最為知名的事蹟是干擾2003年英國大獎賽與闖入2004年夏季奧林匹克運動會馬拉松推倒巴西選手萬德雷·科代羅·利馬。

## 早期生活
在全家13個孩子中第二個出生，凯里郡人，就讀基拉尼聖布倫丹學院和韋克斯福德聖彼得學院，1973年受任命為牧師。現居住於倫敦。

## 事件

### 英國大獎賽
2003年7月20日闖入一級方程式賽車在英國銀石賽道的比賽，穿著橘色短袖，並且揮舞著寫著“讀聖經，聖經永遠是對的”的布條。在時速320公里的機棚直道（Hangar Straight）闖入賽道奔跑，導致多名賽車手需要轉向刻意避開，安全車過來保護賽車手和霍蘭，最後被賽車養護工斯蒂芬·格林（Stephen Green）拖出場外，事後受到非法入侵指控，判處兩個月拘役。

### 奧運馬拉松
儘管雅典奧運採取嚴密安保防止恐怖攻擊，8月29日霍蘭仍得以在身上貼上標語並抵達馬拉松比賽接近35公里處。
霍蘭衝出將處於領先地位的巴西好手利馬推進周圍人群中，希臘觀眾波利比烏斯·科西瓦斯（Polyvios Kossivas）馬上過來拖走霍蘭，讓利馬回到賽道。
霍蘭立即被希臘警方逮捕，利馬受到攻擊後繼續往前但感到腿抽筋又肌肉疼痛，斯特凡諾·巴爾迪尼和梅伯·柯菲斯基在38公里處超越利馬，最後奪得銅牌。利馬事後表示這次事件對他衝擊很大。
最終霍蘭被判處12個月緩刑，他的家人表示希望向巴西選手道歉，並且對這起事件感到很震驚。

### 足球世界盃
2006年國際足總世界盃於德國舉行，霍蘭預計遊行抗議，然而事先被警方發現逮捕，先前他寫信通知時任德國總理梅克爾和凯里郡的當地報社說明自己將會於決賽前在柏林奧林匹克體育場外跳吉格舞，他告訴報社他會帶寫著：“阿道夫·希特勒是一位偉大的領導者，他跟隨基督的指示”的牌子。被捕後他受拘提兩個月等待審判，直到9月15日釋放。

### 英國達人秀
2009年五月現身英國達人秀，表演愛爾蘭吉格舞，受到現場觀眾起立鼓掌，成功挺進到第二輪。最終沒能進到決賽。

## 處置
2005年1月20日霍蘭被革除牧師身分。

## 其他
2004年奧運過後，霍蘭涉嫌猥褻七歲女童，後判無罪。2006年霍蘭因為計畫參與親納粹活動，遭到德國當局逮捕並入獄。2013年霍蘭再次穿著橙色蘇格蘭裙並現身倫敦聖瑪麗醫院跳起吉格舞。2017年他在法庭外聲援藝人羅爾夫·哈里斯。

## 外部連結
- 维基共享资源上的相關多媒體資源：尼爾·霍蘭